# 拉热斯
拉热斯（法語：Lagesse，法語發音：[laʒɛs]）是法国奥布省的一个市镇，属于特鲁瓦区。

## 地理
拉热斯（48°1'17"N, 4°8'1"E）面积12.57 平方千米，位于法国大東部大區奥布省，该省份为法国中北部省份，北起马恩省，西接塞纳-马恩省，西南至约讷省，东南至科多尔省，东临上马恩省。
与拉热斯接壤的市镇（或旧市镇、城区）包括：沙乌斯、谢莱、屈桑日、迈松莱沙乌斯。

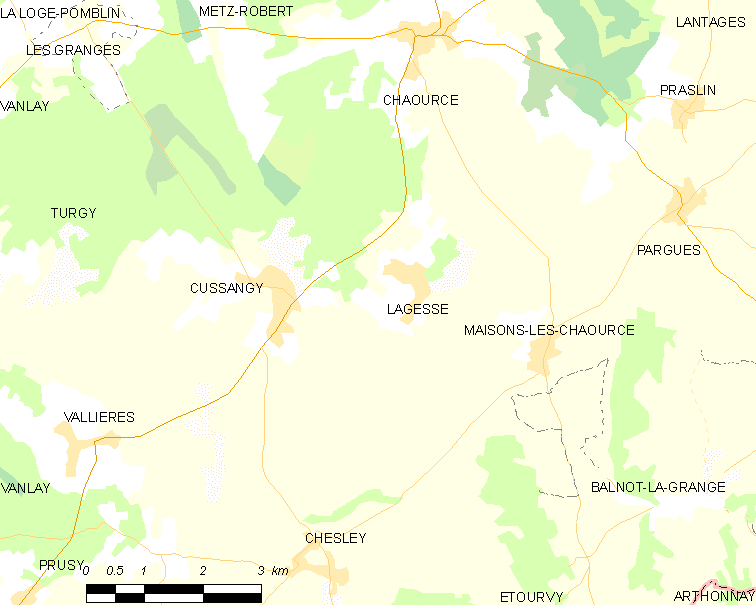
拉热斯的OSM定位图

拉热斯的时区为UTC+01:00、UTC+02:00（夏令时）。

## 行政
拉热斯的邮政编码为10210，INSEE市镇编码为10185。

## 政治
拉热斯所属的省级选区为莱里塞县。

## 人口

1962-2008年间拉热斯人口变化图示

拉热斯于2022年1月1日时的人口数量为209人。